# غارت‌ماهیان ریشو
غارت‌ماهیان ریشو (نام علمی: Artedidraconidae) نام یک تیره از زیرراسته یخ‌ماهی است.